# Kimmel
Kimmel (em árabe: كيمل) é uma cidade localizada na província de Batna, no noroeste da Argélia. Sua população era de 4 355 habitantes, em 2008.